# Pultenaea gunnii
Pultenaea gunnii är en ärtväxtart som beskrevs av George Bentham. Pultenaea gunnii ingår i släktet Pultenaea och familjen ärtväxter. Inga underarter finns listade i Catalogue of Life.